# Йохан Беро Ернст фон Рехберг
Йохан Беро Ернст фон Рехберг (на немски: Johann Bero Ernst Freiherr von Rechberg; * 2 декември 1697, Келмюнц на Илер; † 12 май 1745, дворец Вайсенщайн) от благородническия швабски род Рехберг, е фрайхер на Рехберг в Хоенрехберг (при Швебиш Гмюнд), Келмюнц, Вайсенщайн, Донцдорф и Келмюнц, императорсрски и курфюрстки-баварски кемерер и полковник на кавалерията.

## Произход
Той е големият син на фрайхер Йозеф Рудолф Кристоф фон Рехберг (1659 – 1711) и втората му съпруга фрайин Мария Маргарета Цецилия Фьолин фон Фрикенхаузен-Илертисен (1677 – 1694), дъщеря на фрайхер Ханс Албрехт Фьолин фон Фрикенхаузен-Илертисен (1629 – 1693) и графиня Мария Конкордия фон Прайзинг цу Моос († 1712). Внук е на фрайхер Бернхард Беро III фон Рехберг (1625 – 1667) и графиня Франциска Фугер фон Кирхберг и Вайсенхорн (1625 – 1672).
По-малкият му брат Фридрих Франц Лео Ксавер (1701 – 1767) е курфюрстки баварски кемерер и генерал-фелдмаршал-лейтенант.
Йохан Беро Ернст фон Рехберг умира на 47 години на 12 май 1745 г. в дворец Вайсенщайн, днес в Лаутерщайн.
Синът му Максимилиан фон Рехберг (1736 – 1819) става през 1810 г. граф фон Рехберг и Ротенльовен цу Хоенрехберг и също във Вюртемберг.

## Фамилия
Йохан Беро Ернст фон Рехберг се жени на 2 февруари 1734 г. в Мюнхен за фрайин Мария Терезия Льош фон Хилгертсхаузен (* 17 януари 1702, Мюнхен; † 28 февруари 1766, Мюнхен), дъщеря на фрайхер Максимилиан Феликс Льош фон Хилгертсхаузен (1669 – 1728) и графиня Мария Анна фон Тоеринг-Зеефелд (1677 – 1739). Те имат децата:
- Бернхард (* 1735; † 1745, Мюнхен)
- Максимилиан фон Рехберг (* 9 август 1736, Мюнхен; † 19 март 1819, Мюнхен), става 1810 г. граф фон Рехберг и Ротенльовен цу Хоенрехберг и също във Вюртемберг, женен на 17 октомври 1764 г. в Мюнхен за фрайин Валпурга фон и цу Зандицел (* 3 януари 1744, Мюнхен; † 4 септември 1818, Мюнхен)[4]
- Мария Анна Максимилиана Антония (* 12 октомври 1738, Мюнхен; † 29 ноември 1794, дворец Клайнлаупхайм), омъжена на 9 февруари 1761 г. за фрайхер Йозеф Игнац фон Велден († 1802)
- Мария Антония Юстина Барбара (* 26 септември 1739; † февруари 1772)
- Ернестина Тереза Анна (* 27 юни 1743, Вайсенщайн; † млада)